# Henriëtte Francisca van Hohenzollern-Hechingen

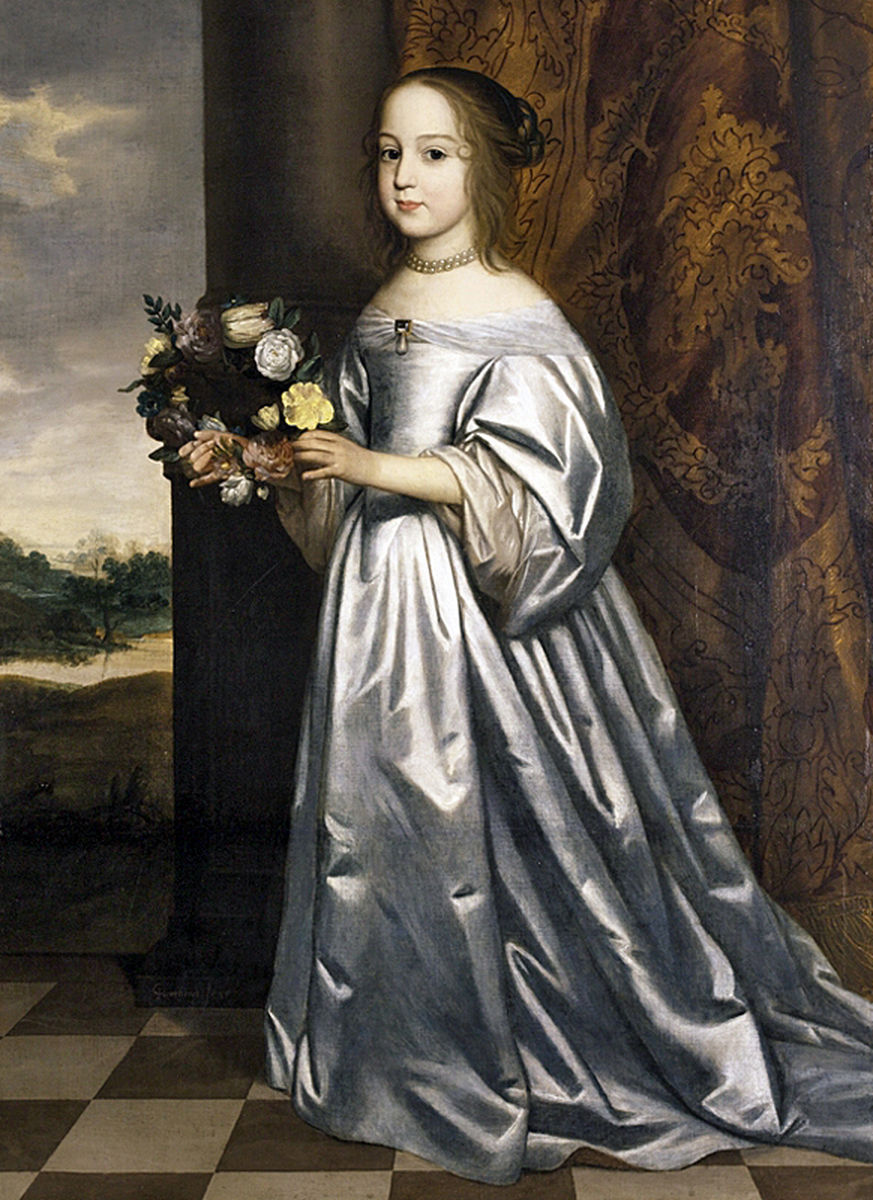
Henriëtte Francisca van Hohenzollern-Hechingen in 1649

Henriëtte Francisca van Hohenzollern-Hechingen (ca.1642 — Bergen op Zoom, 17 oktober 1698) was een prinses van Hohenzollern-Hechingen en markiezin van Bergen op Zoom. 

## Levensloop
Francisca was het enige overlevende kind van Eitel Frederik II van Hohenzollern-Hechingen (1601-1661) uit zijn huwelijk met Maria Elisabeth II van den Bergh (1613-1671), markiezin van Bergen op Zoom. 
Als erfdochter van Bergen op Zoom gold Francisca als een gewilde huwelijkskandidaat. In 1661 was er sprake van een huwelijk met Christiaan Lodewijk I van Mecklenburg-Schwerin maar een huwelijk van de protestantse hertog met een katholieke erfdochter werd door de hertogelijke familie afgekeurd. In mei 1662 trouwde Francisca met Frederik Maurits de La Tour d'Auvergne (1642-1707), graaf van Auvergne en d'Oliergues, een zoon Frederik Maurits de La Tour d'Auvergne, hertog van Bouillon. Na de dood van haar moeder in 1672 werd Francisca met Bergen op Zoom beleend, maar de inauguratie volgde pas in 1681. Tijdens de Hollandse Oorlog tussen Frankrijk en de Republiek fungeerde stadhouder Willem III van Oranje als heer van Bergen op Zoom. 

## Kinderen
Met Frederik Maurits had Francisca twaalf kinderen, van wie de volgende hun vroegste kindertijd overleefden: 
- Frederic Godfried (1664–1672), markies van den Bergh
- Isabella Eleonore (1665–1746), abdis van Thorigny
- Louise Emilie (1667–1737), abdis van Montmartre
- Marie Anne (1669–1763), non
- Emmanuel Maurits (1670–1702)
- Hendrik Oswald (1671–1747)
- Frans Egon (1675–1710), markies van Bergen op Zoom, graaf van Auvergne, trouwde in 1707 met Marie Anne van Ligne van Arenberg (1689–1736), dochter van Filips Karel Frans van Arenberg
- Frederik Constantijn (1682–1732), graaf van Oliergues

## Bron
Dit artikel of een eerdere versie ervan is een (gedeeltelijke) vertaling van het artikel Franziska von Hohenzollern-Hechingen op de Duitstalige Wikipedia, dat onder de licentie Creative Commons Naamsvermelding/Gelijk delen valt. Zie de bewerkingsgeschiedenis aldaar.